# Lumix DMC-LC1
La Lumix DMC-LC1 és una càmera digital amb aparença de càmera telemètrica i funcions de càmera compacta avançada produïda l'any 2003 per Panasonic i Leica Camera AG en virtut d'un acord empresarial del 2001 amb la companyia alemanya pel qual en comercialitzà una versió pròpia amb el nom de Leica Digilux 2 i les mateixes prestacions:
- Flaix incorporat de dos posicions (el primer amb eixa possibilitat)
- Objectiu zoom no intercanviable Leica DC Vario-Summmicron amb anells manuals
- Pantalla de cristall líquid de 2,5 polzades amb funció de previsualització
- Sensor CCD de 5 megapíxels efectius (resolució màxima de 2.560 per 1.920)
- Visor electrònic lateral amb les mateixes funcions que la pantalla

## Història

### La sèrie Digilux

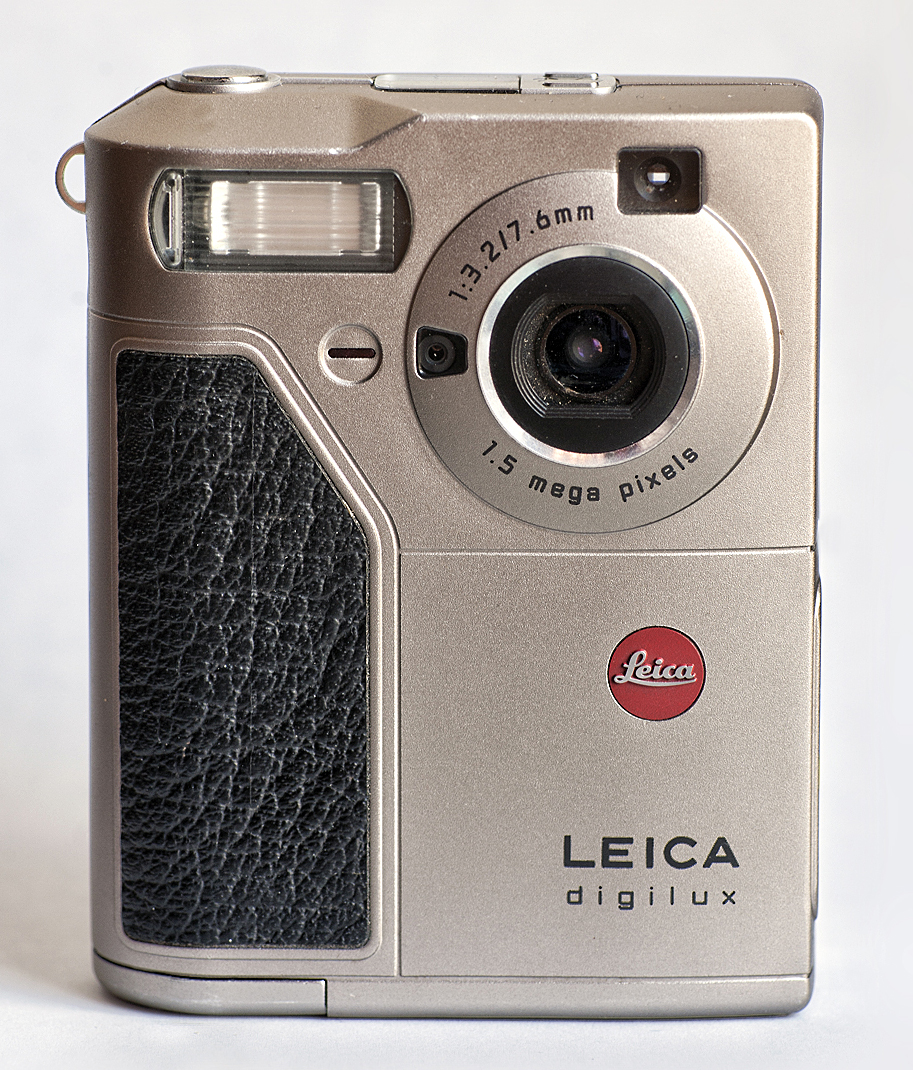
La Digilux original del 1998

Abans del tracte amb Matsushita pel qual Panasonic aporta la part electrònica i Leica l'òptica, la companyia alemanya treballà amb Fujifilm en les primeres màquines digitals batejades amb el nom de Digilux, baix el qual tragueren tres models entre 1998 i 2000: Digilux, Digilux Zoom i Digilux 4.3. La primera càmera de Leica eixida de l'acord amb Panasonic fon la Lumix DMC-LC5, comercialitzada també com a Leica Digilux 1.
| A.   | Fuji/Lumix | Leica        | Sensor       | Tipus    | Variacions                           |
| ---- | ---------- | ------------ | ------------ | -------- | ------------------------------------ |
| 1998 | MX700      | Digilux      | CCD 1,3 mp.  | compacta | 5:4, ISO 100, zoom 1x                |
| 1999 | MX1700     | Digilux Zoom | CCD 1,3 mp.  | compacta | 5:4, ISO 125, zoom 3x                |
| 2000 | 4700Z      | Digilux 4.3  | CCD 2,4 mp.  | compacta | 4:3, ISO 200-800, zoom 3x            |
| 2002 | DMC-LC5    | Digilux 1    | CCD 4 mp.    | compacta | ISO 100-400, zoom 3x                 |
| 2004 | DMC-LC1    | Digilux 2    | CCD 5 mp.    | bridge   | flaix biposicional, visor electrònic |
| 2006 | DMC-L1     | Digilux 3    | NMOS 7,5 mp. | dSLR     | flaix biposicional, muntura FT       |

### Presentació
Panasonic amostrà el seu prototip a principis d'octubre del 2003 a la fira CEATEC de Tòquio, dos mesos abans que Leica anunciara el seu model en una nota de premsa, l'1 de desembre del mateix any: la Digilux 2 fon presentada oficialment a principis del 2004 al PMA de Las Vegas junt amb la Lumix DMC-LC1 i eixí oficialment al mercat el febrer del mateix any.
- LC1 amb para-sol inclòs
- Digilux 2 amb el para-sol
- Vista posterior de la Leica
- Digilux 2 envellida

### Comercialització
D'acord amb els números de sèrie de la Leica, se'n feren més de trenta-una mil unitats entre 2003 i 2004. Entre altres accessoris propis com filtres 4x o ultraviolat, una cartera de pell i el flaix SF 24D —compatible no només amb la Digilux 2 sinó també amb les seues màquines analògiques— Leica llançà l'any 2005 el filtre d'augment Elpro-D E69, equivalent a una macro de 15 mil·límetres. També hi hagué una carcassa submarina.

### Problemes de sensor
A partir d'octubre del 2005 hi hagué notícies d'una «epidèmia de sensors defectuosos» fabricats per Sony per a càmeres de diferents marques i models, entre les quals la LC1 i la Digilux 2: Panasonic publicà el rang de números de série de la DMC-LC1 que podien tindre defecte i Leica emeté un comunicat pel qual es comprometia a substituir-los debades encara que la màquina estiguera fora de garantia i el model discontinuat; la fabricant dels sensors, Sony, es veié obligada a pagar pel servici.

## Diferències entre DMC-LC1 i Digilux 2
Tècnicament, la Digilux 2 i la LC1 són la mateixa càmera amb cossos lleugerament diferents: l'un metal·litzat i rectangular, l'altre tot negre i amb bisells. Malgrat el millor preu de la Lumix i el fet que el paquet incloïa, a més, un disparador i un filtre, la Digilux 2 destaca pel disseny d'Achim Heine inspirat en els models de Leica M —no debades fon anterior a la Leica M8, la primera digital de la sèrie— i una compressió a JPEG diferent a la màquina de Panasonic pel microprogramari propi. Segons una comparativa independent, la Digilux 2 pot tirar més de mil dos-centes fotos amb la bateria carregada, mentre la DMC-L1 es queda un poc arrere; en canvi, els temps d'encesa i el de processament són sensiblement menors en la Lumix:
| Model     | Encesa     | Captura RAW         | Fotos per bateria | Preu oficial |
| --------- | ---------- | ------------------- | ----------------- | ------------ |
| Digilux 2 | 5 segons   | 11,5" entre imatges | 1.255 fotos       | 1.800 €      |
| DMC-LC1   | 4,6 segons | 7" entre imatges    | 1.170 fotos       | 1.500 €      |

## Recepció

### Crítica
La Digilux 2 fou nomenada «millor càmera professional o semiprofessional» en el DIMA Digital Camera Shoot-Out 2004, un guardó atorgat basant-se en la qualitat impresa d'imatges preses per fotògrafs professionals sense que el jurat sàpia amb quina màquina han estat fetes. Entre les virtuts més ressenyades en mitjans professionals se cita l'angle, la rapidesa i el funcionament manual de l'objectiu; la versatilitat del flaix i la transreflectivitat de la pantalla.
Encara que la màquina és capaç de tirar en format RAW, la memòria intermèdia és un dels punts més criticats junt amb la granularitat de la imatge en ISO 400.

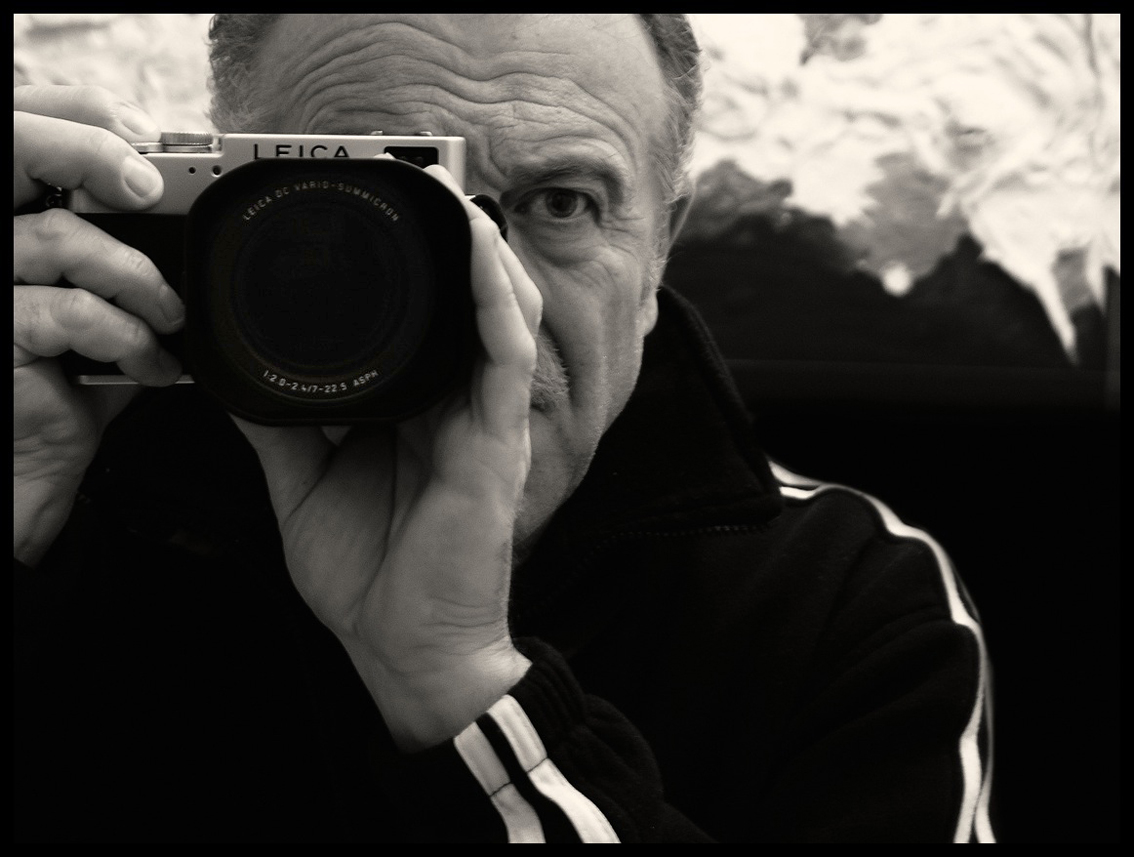
Augusto De Luca amb una Digilux 2

- Minerals fluorescents
- Clevills de dessecació
- Pedra d'ambre
- Un remolí de foc
- Wetzlar, Hessen

### Continuïtat
Malgrat estar discontinuada i obsoleta en térmens purament tècnics pràcticament des de l'aparició, la Digilux 2 ha esdevingut una càmera de culte en l'àmbit de la fotografia digital i ha sigut objecte d'anàlisis detallades per retratistes com David Ashkam, Steve Huff, Andy Pipes, John Thawley i Thorsten von Overgaard: tant Overgaard com Thawley coincidixen a recomanar la Digilux 2 com a eina d'aprenentatge de fotografia (est últim en té tres, una d'elles personalitzada amb pell). Pete Souza —fotògraf oficial de la Casa Blanca durant la primera legislatura de Barack Obama (2009-2012)— n'utilitzà una per al llibre The Rise of Barack Obama, que il·lustra la carrera presidencial d'Obama en blanc i negre; d'altres com Philip Dygeus la comparen amb la Leica M Monochrom de 2012, una telemètrica digital específica per a fotografia en blanc i negre.
La LC1/Digilux 2 fon succeïda per la Lumix DMC-L1 o Leica Digilux 3, una dSLR amb muntura Four Thirds amb la qual Leica abandonà la nomenclatura Digilux, però encara col·labora amb Panasònic amb objectius i càmeres compactes semiprofessionals com la sèrie Lumix DMC-LX/Leica D-Lux.